# La Famille indienne
Pour plus de détails, voir Fiche technique et Distribution.
La Famille indienne (anglais : Kabhi Khushi Kabhie Gham ; hindi : कभी खुशी कभी ग़म) est un film indien réalisé par Karan Johar et sorti en Inde en 2001. Il raconte l'histoire d'une riche famille que le mariage de l'aîné des fils fait éclater puis que le plus jeune s'emploie à réunir.
Les rôles principaux sont tenus par plusieurs des plus grandes stars de Bollywood : Amitabh Bachchan et Jaya Bachchan, Shahrukh Khan et Kajol, Hrithik Roshan et Kareena Kapoor. Cette distribution prestigieuse ainsi que le soin porté à la réalisation permettent à La Famille indienne d'établir de nouveaux critères de qualité pour le cinéma populaire, de se placer à la deuxième place du box office indien et de remporter de nombreux prix.

## Synopsis
Yashavardan Raichand (Amitabh Bachchan) est un homme d'affaires indien immensément riche et puissant qui aime sa famille de tout cœur. À l'aube de ses 50 ans, il prépare son fils aîné, Rahul (Shahrukh Khan), à prendre sa succession. Mais quand il apprend que celui-ci fréquente Anjali Sharma (Kajol), une belle jeune femme de condition modeste, et n'a aucunement l'intention d'épouser Naina (Rani Mukherjee), belle-fille idéale à ses yeux, Yashavardan Raichand est si déçu qu'il pose un ultimatum à Rahul pour le contraindre à ce mariage.
La détresse d'Anjali lors du décès de son père fait prendre conscience à Rahul de l'intensité de ses sentiments et de son désir de la protéger. Il l'épouse. Apprenant ce mariage, Yashavardan jette à la face de son fils sa condition d'enfant adopté, indigne de lui. Blessé, Rahul quitte la maison et part s'installer en Angleterre avec sa nouvelle famille sans révéler à Rohan, son jeune frère, les véritables raisons de son départ. Dix ans plus tard, Rohan (Hrithik Roshan) découvre ce secret et décide, sans le dire à ses parents, de retrouver Rahul et de réunir la famille.
Prétextant la poursuite de ses études, il part pour Londres où il retrouve Pooja (Kareena Kapoor), jeune sœur d'Anjali. Elle décide de l'aider dans son projet et de convaincre Rahul d'héberger ce jeune et séduisant étudiant indien. Petit à petit, des liens se tissent entre les deux hommes et Rohan révèle son identité à son frère. Malgré la chaleur des retrouvailles et son désir de revoir sa mère, Rahul refuse de rejoindre ses parents. Le décès de la grand-mère vient à bout de l'opposition du père et du fils et la famille est à nouveau réunie.

## Fiche technique
Sauf mention contraire, cette fiche technique est établie à partir d'IMDb.
- Titre français : La Famille indienne
- Titre original :  Kabhi Khushi Kabhie Gham
- Titre hindi : कभी खुशी कभी ग़म
- Réalisateur : Karan Johar
- Scénario : Karan Johar, Sheena Parikh
- Direction artistique : Sharmishta Roy
- Décors : Sharmishta Roy
- Costumes : Manish Malhotra
- Photographie : Kiran Deohans
- Musique : Jatin Pandit, Lalit Pandit, Sandesh Shandilya (en), Adesh Shrivastava
- Paroles : Sameer
- Chorégraphies : Farah Khan
- Montage : Sanjay Sankla
- Production : Yash Johar
- Sociétés de production : Dharma Productions[4]
- Sociétés de distribution : Bodega Films (France), Yash Raj Films, StudioCanal UK (Royaume-Uni)
- Société d'effets spéciaux : Digital Film
- Budget de production : 93 200 000 de roupies
- Pays d'origine :  Inde
- Langues : Hindi, anglais, ourdou
- Format : Couleurs - 2.35 : 1 - 35 mm Son DTS Dolby Digital SDDS[5]
- Genre : Mélodrame, romance
- Durée : 210 minutes (3h30)
- Dates de sorties en salles[6] : 
  - 14 décembre 2001 : Inde, Canada, États-Unis, Royaume-Uni
  - 16 novembre 2002 : Suède
  - 13 décembre 2002 : Corée du Sud
  - 17 janvier 2003 : Finlande
  - 20 mars 2003 : Égypte
  - 10 avril 2003 : Autriche
  - 31 juillet 2003 : Suisse
  - 26 mai 2004 : France
  - 21 janvier 2005 : Pologne

## Distribution
- Amitabh Bachchan (VF : Pierre Dourlens) : Yashavardhan « Yash » Raichand, industriel à New Delhi et patriarche de la famille Raichand[7].
- Jaya Bachchan (VF : Martine Irzenski) : Nandini Raichand, son épouse. Proche de ses fils, elle reste soumise à son mari[8].
- Shahrukh Khan (VF : Patrick Béthune) : Rahul Raichand, leur fils aîné adopté. Il se sent redevable envers ses parents et essaie de satisfaire tous leurs désirs. Toutefois, il tombe amoureux d'Anjali, ce qui met Yash en colère[9].
- Kajol (VF : Marie-Eugénie Maréchal) : Anjali Sharma Raichand, l'amour de Rahul. Penjabi (en) vivant dans le quartier de Chandni Chowk à Delhi, elle appartient à une classe socio-économique inférieure aux Raichand et Yash ne l'accepte pas comme bru[10].
- Hrithik Roshan (VF : Nessym Guetat) : Rohan Raichand, le fils biologique de Yash et Nandini et frère cadet de Rahul. Il veut faire rentrer son frère dans le giron familial[11].
- Kareena Kapoor (VF : Agathe Schumacher) : Pooja « Poo » Sharma, la sœur cadette d'Anjali et l'amour de Rohan[12].
- Rani Mukherjee (VF : Véronique Desmadryl) : Naina Kapoor, la promise de Rahul[13].
- Alok Nath (VF : Patrick Borg) : Bauji, le père d'Anjali et de Pooja.
- Aryan Khan : Rahul enfant.
- Farida Jalal : Daijaan, la nourrice de Rahul et Rohan et tante d'Anjali.
- Simone Singh (en) (VF : Dominique Vallée) : Rukhsar, la meilleure amie d'Anjali.
- Achla Sachdev (en) : la grand-mère paternelle de Rahul et Rohan.
- Sushma Seth (en) : la grand-mère maternelle de Rahul et Rohan.
- Johnny Lever : Haldiram, un commerçant à Chandni Chowk.
- Amar Talwar : le père de Naina
- Ramona Sunavala (VF : Caroline Mozzone) : Sonya, amie de Pooja.
- Jeroo Writer : Tanya, autre amie de Pooja.
- Vikas Sethi (VF : Bruno Forget) : Robbie, ami de Pooja.
- Ashutosh Singh : Ashfaque, le mari de Rukhsar.
- Shilpa Mehta : la mère de Ashfaque.
- Parzun Dastur : le neveu de Ashfaque.
- Tamzin Griffin : la voisine anglaise de Rahul et Anjali.

## Musique
Le film comporte 9 chansons dont Kabhi Khushi Kabhie Gham déclinée en trois versions. Sur des paroles de Sameer, la musique est composée par Jatin-Lalit (1, 2, 6) et Sandesh Shandilya (en) (3, 4, 8, 10, 11), Aadesh Shrivastava (5, 11) étant compositeur invité. 
Le texte de la chanson patriotique Vande Mataram a été écrit en 1882 par l'écrivain bengali Bankim Chandra Chatterji.
L'utilisation de la chanson It's Raining Men sans autorisation a contraint le réalisateur à s'acquitter d'une amende après qu'une plainte eut été déposée par les ayants droit.
| 1.    | Kabhi Khushi Kabhie Gham                | Sameer                   | Jatin Lalit            | Lata Mangeshkar                                                                                       | 7:55 |
| 2.    | Bole Chudiyan                           | Sameer                   | Jatin Lalit            | Kavita K. Subramaniam (en), Alka Yagnik, Amit Kumar, Udit Narayan, Sonu Nigam                         | 6:50 |
| 3.    | You Are My Soniya                       | Sameer                   | Sandesh Shandilya (en) | Alka Yagnik, Sonu Nigam                                                                               | 5:45 |
| 4.    | Suraj Hua Maddham                       | Anil Pandey              | Sandesh Shandilya      | Alka Yagnik, Sonu Nigam                                                                               | 7:08 |
| 5.    | Say Shava Shava                         | Sameer                   | Aadesh Shrivastava     | Alka Yagnik, Sunidhi Chauhan, Udit Narayan, Sudesh Bhonsle (en), Aadesh Shrivastava, Amitabh Bachchan | 6:50 |
| 6.    | Yeh Ladka Hai Allah                     | Sameer                   | Jatin Lalit            | Alka Yagnik, Udit Narayan                                                                             | 5:28 |
| 7.    | Kabhi Khushi Kabhie Gham — Sad (Part 1) | Sameer                   | Jatin Lalit            | Sonu Nigam                                                                                            | 1:53 |
| 8.    | Deewana Hai Dekho                       | Sameer                   | Sandesh Shandilya      | Alka Yagnik, Sonu Nigam, Kareena Kapoor                                                               | 5:46 |
| 9.    | Kabhi Khushi Kabhie Gham — Sad (Part 2) | Sameer                   | Jatin Lalit            | Lata Mangeshkar                                                                                       | 1:53 |
| 10.   | Soul of K3G                             |                          | Sandesh Shandilya      | Instrumental                                                                                          | 2:18 |
| 11.   | Vande Mataram                           | Bankim Chandra Chatterji | Sandesh Shandilya      | Usha Uthup (en), Kavita K. Subramaniam (en)                                                           | 4:15 |
| 56:01 |                                         |                          |                        | |      |

À quoi s'ajoute une reprise de la chanson Ay Kya Bolti Tu (dont l'originale se trouve dans le film Ghulam).

## Critiques
Le film a rencontré un succès dans nombre de pays en développement, notamment en Afrique, en Chine ou encore en Indonésie[réf. nécessaire].
La Famille Indienne est le 6e film ayant engendré le plus de revenus dans l’industrie de Bollywood[réf. nécessaire].

## Autour du film
- Abhishek Bachchan a tourné dans une scène qui a été exclue du montage final du film (cette scène peut être visionnée sur certaines éditions du DVD).
- Karan Johar a volontairement orthographié le deuxième Kabhi du titre du film en Kabhie (avec un « e » final) pour des raisons numérologiques[Lesquelles ?].
- Le fils de Shah Rukh Khan, Aryan Khan, a joué le rôle de Rahul enfant.

## Distinctions[15]

### Récompenses et nominations
| Date | Distinction                                       | Catégorie                             | Nom                                                | Résultat   |
| ---- | ------------------------------------------------- | ------------------------------------- | -------------------------------------------------- | ---------- |
| 2001 | Filmfare Awards 2001                              | Meilleure actrice                     | Kajol                                              | Lauréat    |
| 2001 | Filmfare Awards 2001                              | Meilleure actrice dans un second rôle | Jaya Bachchan                                      | Lauréat    |
| 2001 | Filmfare Awards 2001                              | Meilleur dialogue                     | Karan Johar                                        | Lauréat    |
| 2001 | Filmfare Awards 2001                              | Meilleure direction artistique        | Sharmishta Roy                                     | Lauréat    |
| 2001 | Filmfare Awards 2001                              | Meilleure scène de l'année            | Kabhi Khushi Kabhie Gham...                        | Lauréat    |
| 2001 | Filmfare Awards 2001                              | Meilleur film                         | Yash Johar                                         | Nomination |
| 2001 | Filmfare Awards 2001                              | Meilleur réalisateur                  | Karan Johar                                        | Nomination |
| 2001 | Filmfare Awards 2001                              | Meilleur acteur                       | Shahrukh Khan                                      | Nomination |
| 2001 | Filmfare Awards 2001                              | Meilleur acteur dans un second rôle   | Amitabh Bachchan                                   | Nomination |
| 2001 | Filmfare Awards 2001                              | Meilleur acteur dans un second rôle   | Hrithik Roshan                                     | Nomination |
| 2001 | Filmfare Awards 2001                              | Meilleure actrice dans un second rôle | Kareena Kapoor                                     | Nomination |
| 2001 | Filmfare Awards 2001                              | Meilleure musique                     | Jatin Lalit                                        | Nomination |
| 2001 | Filmfare Awards 2001                              | Meilleur parolier                     | Anil Pandey (pour Suraj Hua Maddham)               | Nomination |
| 2001 | Filmfare Awards 2001                              | Meilleur parolier                     | Sameer (pour Kabhi Khushi Kabhie Gham)             | Nomination |
| 2001 | Filmfare Awards 2001                              | Meilleur chanteur de play-back        | Sonu Nigam (pour Suraj Hua Maddham)                | Nomination |
| 2001 | Screen Awards 2001                                | Meilleure actrice                     | Kajol                                              | Lauréat    |
| 2001 | Screen Awards 2001                                | Jodi No. 1                            | Kajol, Shahrukh Khan                               | Lauréat    |
| 2002 | Festival du film d'aventures de Valenciennes 2002 | Meilleur film devant un jury spécial  | Yash Johar                                         | Lauréat    |
| 2002 | Festival du film d'aventures de Valenciennes 2002 | Meilleur film devant un jury          | Yash Johar                                         | Lauréat    |
| 2002 | Festival du film d'aventures de Valenciennes 2002 | Meilleur film devant un public        | Yash Johar                                         | Lauréat    |
| 2002 | Festival du film d'aventures de Valenciennes 2002 | Meilleure actrice                     | Kajol                                              | Lauréat    |
| 2002 | Festival du film d'aventures de Valenciennes 2002 | Bleu Nord Award                       | Jatin Lalit, Sandesh Shandilya, Aadesh Shrivastava | Lauréat    |
| 2002 | IIFA Awards 2002                                  | Meilleure actrice dans un second rôle | Jaya Bachchan                                      | Lauréat    |
| 2002 | IIFA Awards 2002                                  | Meilleur chanteur de play-back        | Sonu Nigam (pour Suraj Hua Maddham)                | Lauréat    |
| 2002 | IIFA Awards 2002                                  | Meilleur dialogue                     | Karan Johar                                        | Lauréat    |
| 2002 | IIFA Awards 2002                                  | Meilleure direction artistique        | Sharmishta Roy                                     | Lauréat    |
| 2002 | IIFA Awards 2002                                  | Meilleur score                        | Babloo Chakravarty                                 | Lauréat    |
| 2002 | IIFA Awards 2002                                  | Meilleur son                          | Anil Mathur, Nakul Kante                           | Lauréat    |
| 2002 | IIFA Awards 2002                                  | Meilleurs costumes                    | Manish Malhotra                                    | Lauréat    |
| 2002 | IIFA Awards 2002                                  | Meilleur maquillage                   | Mikey Contractor                                   | Lauréat    |
| 2002 | Zee Cine Awards 2002                              | Meilleur film devant un jury spécial  | Sonu Nigam (pour Suraj Hua Maddham)                | Lauréat    |